# Monsters met de mond op de borst

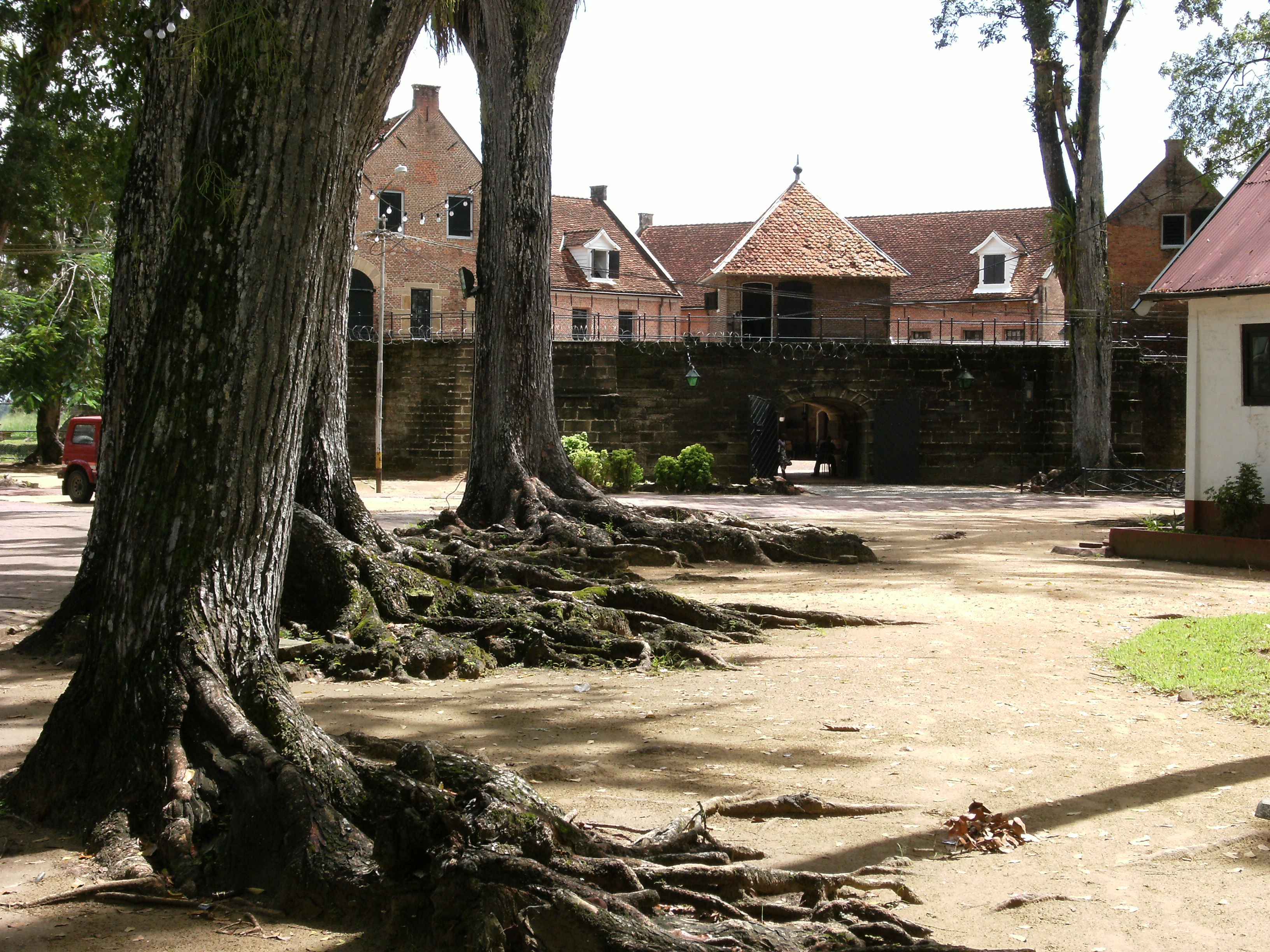
Fort Zeelandia in Paramaribo

Monsters met de mond op de borst is een volksverhaal uit Suriname.

## Het verhaal
Toen de grootvader van de grootmoeder van de verteller nog niet geboren waren, woonden er veel Indianenstammen in de bossen van de Guyana's. Volgens de blanken waren de Indianen menseneters, maar de Indianen vertellen dat juist de blanken mensen (en dan vooral Indianen) aten.
De wreedaards kwamen aan bij de Wilde Kust, de zeilschepen leken op vleermuizen. De Steen-Indianen woonden op de plaats waar nu Fort Zeelandia gebouwd is, ze zijn erg vechtlustig en missen duim en pink omdat ze altijd een knots vasthouden. Ze kennen slechts het woord se en hebben erg lang haar. Ze woonden onder de stenen langs de rivier, het werd soms zo koud dat ondergrondse woonplaatsen gebouwd werden. Als de vloed opkwam, klommen ze in bomen. De afstammelingen van het volk wonen nu langs de Coppename.
Er waren ook tweevingerige Indianen met alleen een duim en pink. Zij konden geen bijl vasthouden en zij leefden van bosvruchten en mensenvlees. De Bloeddrinkende Indianen eten hun slachtoffers levend en de Nacht-Indianen lopen 's nachts met flambouwen rond. Volgens enkele verhalen wonen ze in een oord waar de dag nooit aanbreekt. De Oor-Indianen hebben lange oren en gebruiken deze als paraplu en de mannen van de Pataka-stam kunnen zich in pataka veranderen. Er woonden ook mensetende dwergen met voeten direct onder de kaken.
Paira Oendepo, ook wel Letterhoutstomp, is de aanvoerder van de blanke menseneters die de Marowijne was opgevaren en hij heeft geen nek. Zijn mond zit op zijn borst en zijn armen hangen langs zijn oren, die onder zijn oksels zitten. Hij heeft ook ogen in zijn achterhoofd en weet wat er achter zijn rug gebeurt. Met zijn stok van letterhout jaagt hij Indianen uit schuilplaatsen en achtervolgt ze met honden zo groot als tapirs. Hij verbrand de kampen en de Indianen verenigen zich tegen dit wezen. De piaaimannen komen bijeen en roepen de Slangengeest op. De Slangengeest raadpleegt de Geest van de Twee Lichamen, de Dubbelgeest, en de Marowijne-Indianen moeten zich vestigen op een eilandje in de rivier in de buurt van een grote savanne.
Stomp gaat op weg naar het tabbetje, maar het beweegt en verdwijnt voor acht dagen. Paira Oendepo zoekt overal, maar de Indianen kan hij niet vinden. Als hij weg gaat, wordt het tabbetje met de Indianen weer zichtbaar en Stomp stapt in een boot die op een reuzenkaaiman lijkt. De piaaimannen laten de Indianen een kamp maken in de buurt van de Boomeend-rots en een enorme worgslang komt uit het water. De worgslang slikt Letterhoutstomp en zijn blanke volgelingen op en de boot is nog altijd als stenen kaaiman te zien.
De Indianen dansen de overwinningsdans en Bigiston, de Grote Steen, werd een aantal tekeningen over de ondergang van Letterhoutstomp gemaakt. Er zijn echter mensen die denken dat Letterhoutstomp gevangen is genomen en aan Fransen in Cayenne is uitgeleverd. Paira Oendepo was namelijk een Frans gouverneur en hij staat op een geheime plaats ter beschikking aan het Braziliaans leger. Ten tijde van oorlog wordt Stomp losgelaten om de Indianen uit te roeien. Als er geen mensenvlees is, eet Stomp tientallen kilo's rundvlees.

## Achtergronden
- De vertellingen in Suriname staan in verband met de religie van verschillende bevolkingsgroepen. De Indianen, Creolen, Marrons, Hindoestanen, Javanen, Chinezen, Libanezen, Hollandse kolonisten en Joden brachten elk eigen gebruiken en wezens mee naar het land. Niemand twijfelt aan hun bestaan en goede of kwade kracht. In Paramaribo, de Nederlandse invloed was daar groot, lijken de verhalen op gewone spookverhalen. Begraafplaatsen liggen daar midden in de stad. In het binnenland, de districten en plantages, liggen ze ver verwijderd van het dorp. In Suriname zijn verhalen bekend over de yorka (spook), leba (geest), bakru (geest), asema (vampier), didibri (draak) en andere wezens. De wezens worden soms met een ander wezen vergeleken (tussen haakjes), maar deze vergelijking is niet sluitend. Er worden in Suriname veel dingen versluierd, van officiële (Nederlandse, christelijke) zijde is altijd gestreden tegen het bijgeloof.
- Paira Oendepo komt ook voor in De wraak van de Indiaanse jongen.
- Piaaimannen zijn Indiaanse priesters.
- De Kaaiman was geen vaartuig, maar een voorstelling van woede.
- De Arowaken kennen de Kopvoeters, mensenetende dwergen die de grond bij de zeekust en de mondingen van rivieren bewonen. Ze komen ook in het binnenland voor.
- Het opjagen van Indianen met bloedhonden is welbekend, dit vond ook in Suriname voor. Het zien van deze hond betekende onheil, zie ook hellehond.